# タンクマール
タンクマール（Thankmar, 生年不詳 – 938年7月28日）は、ドイツ王ハインリヒ1世とその最初の妻でメルゼブルク伯エルヴィンの娘ハーテブルク（またはリウトガルト）との間の長子で唯一の子である。

## 生涯
父ハインリヒ1世はタンクマールの母ハーテブルクと結婚したことで領地を得た。しかし、ハーテブルクはハインリヒ1世と結婚する前はすでに寡婦であり、その後修道院に入っていた。ハインリヒと結婚するために修道院を出たことから、ハーテブルクとハインリヒとの結婚はのちに無効とされ、結婚は解消された。そのため、タンクマールが嫡出であるかどうかが問題となった。ハーテブルクとの結婚により得た領地は後にタンクマールに与えるということでハインリヒ1世が保持し続けた。この領地が後にタンクマールの反乱の原因となる。
929年、ハインリヒ1世は継承への準備を行い、エアフルトの議会で批准されるよう計らった。ハインリヒの死後、その領土と遺産は4人の息子である、タンクマール、オットー、ハインリヒ、ブルーノの間で分けられたが、結局オットーが父親の後を継いで王となった。王位継承候補で挙がったのはオットーとハインリヒだけであったが、ハインリヒはオットーの戴冠の間、ザクセンに留め置かれていた。
937年のメルゼブルク伯ジークフリートの死後、タンクマールは母の遺産であるメルゼブルクの継承を主張した。しかし、オットーはメルゼブルク伯にジークフリートの弟であるゲロを任命した。その論争の中、フランケン大公エーバーハルトとヘルマン・ビルングの兄ヴィヒマン1世がオットーに叛旗を翻し、タンクマールはこれに参加した。最終的に、タンクマールはエレスブルクで包囲され、聖ペテロ教会に逃げ込んだが、祭壇近くの窓によじ登ってきたマインキアという名の兵士に窓の外から槍で突かれて殺された。